# Sossano
Sossano är en ort och kommun i provinsen Vicenza i regionen Veneto i Italien. Kommunen hade 4 293 invånare (2018).